# صاعقة الحب

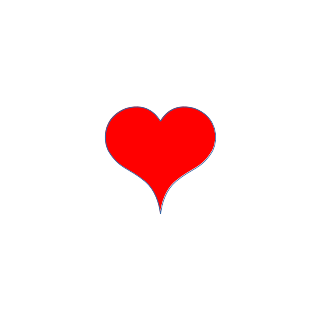
صورة تمثل شعار الحب.

صاعقة الحب هي أن تقع في الحب فهذا في معناه في الطب النفسي أن لديك أعراض عقلية وجسدية مرتبطة بالوقوع في الحب «وتعني صاعقة الحب بمعناها الحرفي أن تٌصعق بالحب وأن تصاب في قلبك بنوبة عاطفية».
وعلى مر التاريخ فقد كان يٌنظر إلى الشخص المحبوب على أنه مريض نفسي قصير العمر إذ ينتج عن التغييرات المكثفة المرتبطة بالحب الرومانسي ولكن هذه النظرية لم تكن مرغوبة منذ أن تم التخلي عن النموذج الخلطي، ومنذ ظهور الطب النفسي العلمي الحديث.

## الاستعارات
وينتسب هذا المفهوم بمجموعة من الاستعارات التي تسعى في نقل سرعة وشدة الوقوع في الحب من خلال وصفه بأنه عملية جسدية كالسقوط أو الصعق.
وبالتعاقب، فغالبا ما يوصف الوقوع في الحب بالإشارة إلى عدة عوامل إحداهما سهم كيوبيد ومصادر أخرى، مثل تريسترام شاندي والتي من شأنها أن تصف العملية بالإستناد إليها على أنها عملية تشبه عملية إطلاق النار بمسدس: وخير مثال على أحد الإستعارات الجميلة: «أنا في حالة حب مع (السيدة وادمان)، مقولة من رواية (عمّي توبي) إذ قال (عمي توبي) لقد تركت (السيدة وادمان) الطابة هنا مشيراً إلى صدره». معبراً عن الحب بأنها كالطابة التي ضربت قلبه فاستقرت فيه.

## التحليل النفسي
شهد القرن العشرون مفهوم مرض الحب النفسي الذي أعيد تحليله بواسطة التحليل النفسي. وفي مطلع العام 1915، سأل فرويد في خطابه البلاغي، "أليس ما نعنيه بـ" الوقوع في الحب " هو نوعًا من المرض والجنون، ونوع من الوهم والتخيل، وحالة من فقدان البصر عن حقيقة الشخص المحبوب حقاً؟ "  وبعد نصف قرن، تحديداً في العام 1971، تناول هانز لوالد هذا الموضوع، مقارناً كونه في التحليل البلاغي " بالعواطف والصراعات التي أثيرت مجدداً في حالة الحب التي، من وجهة نظر النظام الاعتيادي والمغزى العاطفي ونظام الحياة، فهو يبدو وكأنه مرض نفسي بكل طعمه وألمه.

## الأعراض
واقترح مقال صادرعن فرانك تاليس في عام 2005 أنه لا يجب الوقوع في الحب إلا من قِبل المحترفين.
و«بالنسبة للضحايا الذين وقعوا في الحب مسبقاً، فقد يشعرون أن العالم من حولهم قد اختلف تماماً. وكأنهم يواجهون تجربة مليئة بالصدق والوضوع التام».
ووفقًا (لتاليس) وهو أحد الحكماء السبعة اليونانين، فالحب كغيره من الأمراض النفسية التي لديها أعراض وللوقوع في الحب مجموعة من الأعراض النفسية المشتركة التي قد تظهر على الشخص الواقع في الحب أو «المغرم», وهي تتمثل في الأعراض التالية:
- الفرحة الغامرة أو مايسمى بالنشوة، أي المزاج المرتفع بشكل غير طبيعي، المبالغة في احترام الذات، تقديم الهدايا باهظة الثمن.
- البكاء
- فقدان التركيز وصعوبة النوم
- قلة الشهية
- الإجهاد - ارتفاع ضغط الدم، ألم في الصدر والقلب، أرق حاد. في بعض الأحيان بسبب «قهر وتحطيم للقلب»
- الوسواس - الاضطراب القهري - الانشغال والشعور بعدم القيمة
- أعراض نفسية ولدت أعراض جسدية وخيمة، مثل اضطراب المعدة، وتغير في الشهية، والأرق، والدوخة، والارتباك.

وبشكل أكثر موضوعية، فقد رٌصد مؤخراً أن مستويات السيروتونين المقدرة للأشخاص الذين يقعون في الحب تنخفض لتصبح بنفس الدرجة الموجودة في مرضى الوسواس القهري النفسي. وقد أظهرت فحوصات المسح الدماغية لإشخاص اعترفوا بأنهم «حقاً وبشدة» مُغرمون، وتبين أن لديهم نشاطًا في العديد من الأنسجة المشتركة مع مرض الوسواس القهري من خلال التشريح العصبي، على سبيل المثال القشرة الحزامية الأمامية والنواة الذيلية.

## الإنتقادات
وبعض الذين «لا يوافقون على نظرية فرانك تاليس الأساسية والتي تدعي أن الحب يجب أن يُنظر إليه على أنه مرض عقلي ونفسي... من ناحية أخرى فإنهم يتفقون على أنه في أقصى الظروف وتحت ظروف معينة يمكن أن يدفع الحب المرء إلى اليأس».
إذ إتفق بعضهم على أن الحب المسمى «الحب المضطرب» يمكن فهمه بشكل أكثر وضوحاً من خلال «نظرية التعلق» والتي من شأنها وصف العلاقات العاطفية المكونة بين البشر وخاصة العلاقات طويلة المدى كالتي بين الابن وأبواه.

## أمثلة أدبية
- شخصية روميو هي شخصية مأخوذة من النموذج الأصلي لشاب مغرم بالحب، وقد أصبح نموذج كيوبيد نفسه.[11]
- في رواية Possession، يقتبس البطل السابق روبرت جريفز إلى عشيقها الجديد - "مناديا الحب، أطعمه التفاح بينما يزال بمقدرتك" [12] - مرددًا أغنية Song of Solomon)سفر نشيد الإنشاد): أي أرح قلبي بالتفاح: لأني سئمت من الحب " وعلاقة التفاح بالحب هنا: فهي ترمز لليونانين القدامى فقد كانو يلقون بالتفاح عند وقوعهم في الحب ويعد أصدق تعبيرعن الحب حينها.[13]